# Vector normal

En geometria, un  vector normal  a una entitat geomètrica (línia, corba, superfície, etc.) és un vector d'un espai de producte escalar que conté tant a l'entitat geomètrica com al vector normal, que té la propietat de ser ortogonal a tots els vectors tangents a l'entitat geomètrica.
Un vector normal no necessàriament és un vector normalitzat o unitari.

## Exemples
- En {\displaystyle \scriptstyle \mathbb {R} ^{n}} el vector normal {\displaystyle \scriptstyle \mathbf {n} } en un punt a una entitat geomètrica té la propietat que per a tot vector del espai tangent de l'entitat en aquest punt satisfà la relació {\displaystyle \scriptstyle \mathbf {n} \cdot \mathbf {t} =0}